# FS E.632/E.633
Les locomotives FS E.632 et E.633, surnommées « Tigres »  forment une série de locomotives électriques multifonctions des Ferrovie dello Stato au début des années 1980. 

## Historique
Le groupe des locomotives FS E.632/633 ne présente pas un nombre élevé de locomotives dans le parc roulant italien mais il marque une étape significative dans la modernisation du matériel. Ce sont les premières locomotives électroniques des FS, les premières à être dotées d'un contrôle électronique de la traction. Elles ont été construites après la mise au point et les essais conduits sur la locomotive laboratoire prototype FS E.444.005 en 1975.
Ces locomotives sont nées officiellement le 11 octobre 1979 avec la commande des Ferrovie dello Stato de 5 prototypes, 1 unité E.632 et 4 E.633. Les modèles de série étaient destinés aux trains de voyageurs pour les moyennes et grandes distances. La variante E.633 était destinée à tirer les trains de marchandises. Les premiers prototypes E.632 et E.633 construits par Fiat Ferroviaria et Tecnomasio furent livrés en 1979. Après les tests et essais habituels, les FS passèrent commande en 1981 d'une première série de 15 E.632 et 75 E.633 qui seront fabriquées par Fiat Ferroviaria et Ercole Marelli et livrées à partir du 23 janvier 1982 et jusqu'en 1984. Les premières locomotives ont été mises en service en tout début d'année 1983 dans les compartiments de Turin, Milan et Vérone.
Dès la première année d'utilisation, ces locomotives ont acquis une excellente réputation de qualité, fiabilité et robustesse. Toutes sont encore en service en 2014 à l'exception des prototypes et trois unités détruites lors d'accidents en 2009.

## La technique
Contrairement à l'habitude italienne, les locomotives FS E.632/E.633 ne disposent pas de caisses articulées typiques des séries E.6xx. La caisse est à structure porteuse reposant sur un châssis comprenant 3 moteurs Ercole Marelli T850 développant 1 635 kW chacun, montés sur des boggies monomoteurs à 2 essieux. Chaque moteur dispose d'un hacheur à 3 fréquences. La puissance totale de la locomotive est de 4 900 kW. 

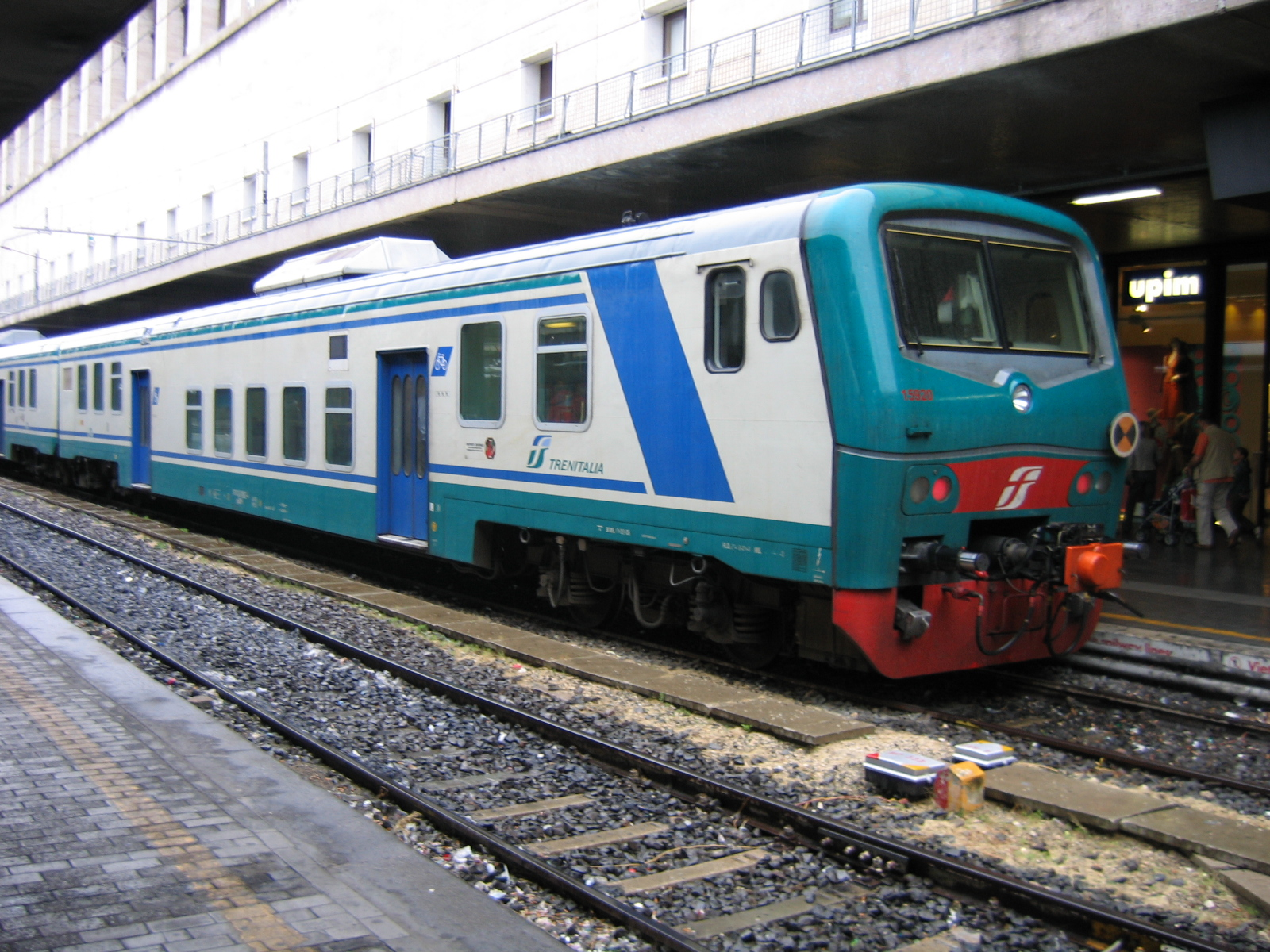
Une voiture pilote FS sur une rame voyageurs surbaissée

Les locomotives « tigre »  sont des modèles puissants. La seule différence entre les E.632 et les E.633 est le rapport de transmission. Il est de 36/64 pour la locomotives E.632 destinée aux trains de voyageurs avec une vitesse plus importante et de 29/64 pour la motrice E.633 destinée à trainer les rames lourdes de marchandises.
Chaque locomotive E.632 peut fonctionner avec une voiture pilote grâce à une télécommande à 78 pôles et les E.633 en multiple grâce à la télécommande ZDS à 13 pôles.